# 原子科学家公报
《原子科学家公报》（英語：Bulletin of the Atomic Scientists），也作《原子科学家通报》，是一家非营利组织、学术期刊出版者，目的是关注日新月异的科技对人类发展造成的安全威胁，每两个月会刊发一期非技术性学术期刊。其最著名的项目是预测人类世界末日的末日之钟。
《原子科学家公报》前身是日本遭美国核打击之后，一群曼哈顿计划科学家成立的《芝加哥原子科学家公报》（Bulletin of the Atomic Scientists of Chicago）。